# Cupressales
Cupressales é uma ordem de coníferas que inclui três famílias, entre as quais os teixos e os ciprestes.

## Filogenia
As relações filogenéticas mais actualizadas levam a uma circunscrição taxonómica da ordem Cupressales que inclui três famílias, já que a família Cephalotaxaceae passou a estar incluída nas Taxaceae. A estrutura atual da ordem é a que consta do seguinte cladograma:
|  | Sciadopityaceae                                           |
|  |                                                           |
|  | \| \| Taxaceae \| \| \| \| \| \| Cupressaceae \| \| \| \| |
|  |                                                           |
|  | Taxaceae                                                  |
|  |                                                           |
|  | Cupressaceae                                              |
|  |                                                           |

|  | Taxaceae     |
|  |              |
|  | Cupressaceae |
|  |              |

## Taxonomia
A classificação de acordo com Christenhusz et al. 2011, que também fornece uma sequência linear de gimnospérmicas até ao género, é a seguinte:
ORDEM H. Cupressales Link, Handbuch 2: 470 (1829). Tipo: Cupressaceae. Sinónimos: Taxales Link, Handbuch 2: 470 (1829). Tipo:  Taxaceae. Taxodiales Schimp., Traité Paléont. Vég. 2: 309 (1870). Tipo:   Taxodiaceae. Cephalotaxales Takht. ex Reveal, Phytologia 74: 175 (1993). Tipo: Cephalotaxaceae. Sciadopityales Takht. ex Reveal, Phytologia 75: 176 (1993). Tipo: Sciadopityaceae. Actinostrobales Doweld, Tent. Syst. Pl. Vasc: xx (2001). Tipo: Actinostrobaceae. Athrotaxidales Doweld, Tent. Syst. Pl. Vasc: xix (2001). Tipo: Athrotaxidaceae. Cunninghamiales Doweld, Tent. Syst. Pl. Vasc: xix (2001). Tipo: Cunninghamiaceae.
- Familia 10. Sciadopityaceae Luerss., Grundz. Bot.: 265 (1877) Tipo:  Sciadopitys Siebold & Zucc.
1 género com uma única espécie, nativa do Japão.
  - 10.1. Sciadopitys  Siebold & Zucc., Fl. Jap. 2: 1 (1842). Tipo: S. verticillata (Thunb.) Siebold & Zucc. (≡ Taxus verticillata Thunb.)

- Familia 11. Cupressaceae Gray, Nat. Arr. Brit. Pl. 2: 222. (1822),  nom. cons. Tipo: Cupressus L. Sinónimos: Juniperaceae J.Presl & C.Presl, Delic. Prag. : 142 (1822). Tipo: Juniperus L. Thujaceae Burnett, Outl. Bot.: 502, 1149 (1835). Tipo: Thuja L. Cunninghamiaceae  Siebold & Zucc., Fl. Jap. 2: 1, 3 (1842). Tipo: Cunninghamia R.Br. Taxodiaceae Saporta, Ann. Sci. Nat., Bot., ser. 5, 4: 44 (1865), nom.  cons. Tipo: Taxodium Rich. Sequoiaceae C.Koch ex Luerss., Grundz.  Bot.: 265 (1877). Tipo: Sequoia Endl. Cryptomeriaceae Gorozh., Lekts. Morf. Sist. Archegon.: 88 (1904). Tipo: Cryptomeria D.Don. Thujopsidaceae Bessey, Nebraska Univ. Stud. 7: 325 (1907). Tipo:  Thujopsis Siebold & Zucc. ex Endl. Actinostrobaceae Lotsy, Vortr. Bot. Stammesgesch. 3: 98 (1911). Tipo: Actinostrobus Miq. Callitridaceae  Seward, Fossil Pl. 4: 124, 151, 336 (1919). Tipo: Callitris Vent. Limnopityaceae Hayata, Bot. Mag. (Tokyo) 46: 25. 1932. Tipo: Taxodium Rich. Taiwaniaceae Hayata, Bot. Mag. (Tokyo) 46: 26 (1932). Tipo:   Taiwania Hayata. Tetraclinaceae Hayata, Bot. Mag. (Tokyo) 46: 27 (1932). Tipo: Tetraclinis Masters. Microbiotaceae Nakai, Tyosen-Sanrin  165: 13 (1938). Tipo: Microbiota Komarov. Metasequoiaceae S.Miki ex Hu & W.C.Cheng, Bull. Fan Mem. Inst. Biol., ser. 2, 1: 154 (1948). Tipo: Metasequoia Hu &  W.C.Cheng. Athrotaxidaceae Doweld, Prosyllab. Tracheophyt.: xix (2001). Tipo: Athrotaxis D.Don. Libocedraceae  Doweld, Novosti Sist. Vyssh. Rast. 33: 42 (2001). Tipo: Libocedrus Endl. Neocallitropsidaceae Doweld, Prosyllab. Tracheophyt.: xx (2001). Tipo: Neocallitropsis Florin. Widdringtoniaceae Doweld, Prosyllab. Tracheophyt.: xx (2001). Tipo: Widdringtonia Endl. Arceuthidaceae A.V.Bobrov & Melikian, Komarovia 4: 79 (2006). Tipo: Arceuthos Antoine & Kotschy. Diselmaceae A.V.Bobrov & Melikian, Komarovia 4: 96 (2006). Tipo: Diselma Hook.f. Fitzroyaceae A.V.Bobrov & Melikian, Komarovia 4: 80 (2006), ‘Fitz-Royaceae’. Tipo: Fitzroya Hook.f. ex Lindl. Pilgerodendraceae A.V.Bobrov & Melikian, Komarovia 4: 87 (2006). Tipo:   Pilgerodendron Florin. Platycladaceae A.V.Bobrov & Melikian, Komarovia 4: 97 (2006). Tipo: Platycladus Spach
29 géneros, cerca de 130 species, casi cosmopolita. Esta secuencia está basada en los árboles filogenéticos de Gadek et al. (2000) y Little  et al. (2004).
  - 11.1. Cunninghamia R.Br. in L.C.M. Richard, Comm. Bot. Conif. Cycad. 149 (1826), nom. cons., non Schreb. (1791), nom. rej. Tipo:  C. sinensis R.Br., nom. illeg. (≡ C. lanceolata (Lamb.) Hook.,  ≡ Pinus lanceolata Lamb.) Sinónimos: Belis Salisb., Trans. Linn. Soc. London 8: 315 (1807), nom. rej. Tipo: B. jaculifolia Salisb.,  nom. illeg. (≡ Pinus lanceolata Lamb.) Jacularia Raf., Gard. Mag. & Reg. Rural Domest. Improv. 8: 247 (1832), nom. illeg. Raxopitys J.Nelson, Pinaceae : 97 (1866) Tipo: R. cunninghamii  J.Nelson, nom. illeg. (≡ Pinus lanceolata Lamb.)
  - 11.2. Taiwania Hayata, J. Linn. Soc., Bot. 37: 330 (1906). Tipo: T. cryptomerioides Hayata
  - 11.3. Athrotaxis D.Don, Ann. Nat. Hist. 1: 234 (1838). Tipo:  A. selaginoides D.Don
  - 11.4. Metasequoia Hu & W.C.Cheng, Bull. Fan Mem. Inst. Biol., ser. 2, 1(2): 154 (1948), nom. cons., non Miki (1941, nom. rej. = fósil). Tipo: M. glyptostroboides Hu & W.C.Cheng, nom. & typ. cons.
  - 11.5. Sequoia Endl., Syn. Conif.: 197 (1847), nom. cons. Tipo: S. sempervirens (D.Don) Endl. (≡  Taxodium sempervirens D.Don)
  - 11.6. Sequoiadendron J.Buchholz, Amer. J. Bot. 26: 536 (1939),  nom. cons. prop. Tipo: S. giganteum (Lindl.) J.Buchholz (≡  Wellingtonia gigantea Lindl.) Sinónimos: Wellingtonia Lindl., Gard. Chron. 1853: 823 (1853), nom. illeg., non Meisn. (1840). Tipo: W. gigantea Lindl. Americus Hanford, Great Calif. Tree: 6 (1854), nom. rej. prop. Tipo: A. gigantea (Lindl.) Hanford (≡ Sequoiadendron giganteum (Lindl.) J.Buchholz ≡ Wellingtonia gigantea Lindl.) Washingtonia Winslow, Calif. Farmer 2: 58 (1854), nom. inadmis., non Raf. ex J.M.Coulter (1900), nom. cons. Tipo: W. californica (≡ Sequoiadendron giganteum (Lindl.) J.Buchholz ≡ Wellingtonia gigantea Lindl.)
  - 11.7. Cryptomeria D.Don, Ann. Nat. Hist. 1: 233 (1838). Tipo:  C. japonica (Thunb. ex L.f.) D.Don (≡ Cupressus japonica Thunb. ex L.f.)
  - 11.8. Glyptostrobus Endl., Syn. Conif.: 69 (1847). Tipo: Taxodium japonicum Brongn., nom. illeg., non (L.f.) Brongn. (= G. pensilis (Staunton ex D.Don) K.Koch)
  - 11.9. Taxodium Rich.,  Ann. Mus. Natl. Hist. Nat. 16: 298 (1810). Tipo: T. distichum (L.) Rich. (≡ Cupressus disticha L.) Sinónimos: Schubertia Mirb., Nouv. Bull. Sci. Soc. Philom. Paris 3: 123 (1812), nom. rej. Tipo: S. disticha (L.) Mirb. (≡ Cupressus disticha L.) Cuprespinnata J.Nelson, Pinaceae : 61 (1866), nom.  illeg. Tipo: C. disticha (L.) J.Nelson (≡ Taxodium distichum (L.) Rich. ≡ Cupressus disticha L.)
  - 11.10. Papuacedrus H.L.Li, J. Arnold Arbor. 34: 25 (1953). Tipo: P. papuana (F.Muell.) H.L.Li (≡ Libocedrus papuana F.Muell.)
  - 11.11. Austrocedrus Florin & Boutelje, Acta Horti Berg. 17(2): 28 (1954). Tipo: A. chilensis (D.Don) Pic.Serm. & Bizzarri (≡ Thuja chilensis D.Don)
  - 11.12. Libocedrus Endl., Syn. Conif.: 42 (1847). Tipo: L. doniana Endl., nom. illeg. (≡ L. plumosa (D.Don) Sarg. ≡  Dacrydium plumosum D.Don) Sinónimo: Stegocedrus Doweld, Novit. Syst. Pl. Vasc. 33: 42 (2001). Tipo: S. austrocaledonica (Brongn. & Gris) Doweld (≡ Libocedrus austrocaledonica Brongn. & Gris).
  - 11.13. Pilgerodendron Florin, Svensk Bot. Tidskr. 24: 132 (1930). Tipo: P. uviferum (D.Don) Florin (≡ Juniperus uvifera D.Don)
  - 11.14. Widdringtonia Endl., Gen. Pl. Suppl. 2: 25 (1842). Tipo: W. cupressoides (L.) Endl. ( = Thuja cupressoides L.) Sinónimos: Pachylepis Brongn., Ann. Sci. Nat. (Paris) 30: 189 (1833), nom. illeg., non Less. (1832). Tipo: P. cupressoides (L.) Brongn. (≡  Widdringtonia cupressoides (L.) Endl. ≡ Thuja cupressoides L.) Parolinia Endl., Gen. Pl. Suppl. 1: 1372 (1841), nom. illeg., non Webb (1840, Brassicaceae). Tipo: Thuja cupressoides L.
  - 11.15. Diselma Hook.f., Fl. Tasmaniae 1(5): 353 (1857). Tipo: D. archeri Hook.f.
  - 11.16. Fitzroya Hook.f. ex Lindl., J. Hort. Soc. London 6: 264 (1851), como ‘Fitz-Roya’, nom. & orth. cons. Tipo: F. patagonica Hook.f. ex Lindl. (= F. cupressoides (Molina) I.M.Johnst.  ≡ Pinus cupressoides Molina) Sinónimo: Cupresstellata J.Nelson,  Pinaceae: 60 (1866). Tipo: Cupresstellata patagonica (Hook.f. ex Lindl.) J.Nelson (≡ Fitzroya patagonica Hook.f. ex Lindl.)
  - 11.17. Callitris Vent., Decas Gen. 10 (1808). Tipo: C. rhomboidea R.Br. ex Rich. & A.Rich. Sinónimos: Frenela Mirb., Mém. Mus. Hist. Nat. 13: 30, 74 (1825), nom. illeg. Tipo: Frenela rhomboidea (R.Br. ex Rich & A.Rich.) Endl., por tipificación (≡  Callitris rhomboidea R.Br. ex Rich. & A.Rich.) Cyparissia Hoffmanns., Preis-Verzeichn. Pfl., ed. 7: 20 (1833), nom. illeg. Tipo:  C. australis (Pers.) Hoffmanns. (≡ Cupressus australis Pers. = Callitris rhomboidea R.Br. ex Rich. & A.Rich.) Octoclinis F.Muell., Trans. & Proc. Philos. Inst. Victoria 2(1): 21 (1857). Tipo: O. macleayana F.Muel l. Laechhardtia Gordon, Pinetum Suppl.: 40 (1862). Tipo: L. macleayana Gordon, nom. illeg. (≡ Frenela variabilis Carr.) Nothocallitris A.V.Bobrov & Melikian, Komarovia 4: 85 (2006). Tipo: N. sulcata (Parl.) A.V.Bobrov & Melikian (≡ Callitris sulcata Parl.).
  - 11.18. Actinostrobus Miq. en J.G.C. Lehmann, Pl. Preiss. 1: 644 (1845). Tipo: A. pyramidalis  Miq.
  - 11.19. Neocallitropsis Florin, Palaeontographica, Abt. B, Paläophytol. 85B: 590 (1944). Tipo: N. araucarioides (Compton) Florin (≡ Callitropsis araucarioides Compton) Sinónimo: Callitropsis  Compton, J. Linn. Soc., Bot. 45: 432 (1922), nom. illeg., non Oersted (1864). Tipo: C. araucarioides Compton
  - 11.20. Thujopsis Siebold & Zucc. ex Endl., Gen. Suppl. 2: 24 (1842), nom. cons. Tipo: T. dolabrata (Thunb. ex L.f.) Siebold & Zucc. (≡  Thuja dolabrata Thunb. ex L.f.) Sinónimo: Dolophyllum Salisb., J. Sci. Arts (London) 2: 313 (1817), nom. rej. Tipo: Thuja dolabrata Thunb. ex L.f.
  - 11.21. Thuja L., Sp. Pl. 2: 1002 (1753). Tipo: T. occidentalis L. Thya Adans., Fam. Pl. 2: 480 (1763), nom. illeg.
  - 11.22. Fokienia A.Henry & H.H.Thomas, Gard. Chron., ser. 3. 49: 67 (1911). Tipo: F. hodginsii (Dunn) A.Henry & H.H.Thomas (≡ Cupressus hodginsii Dunn)
  - 11.23. Chamaecyparis Spach, Hist. Nat. Vég. Phan. 11: 329 (1841). Tipo: C. sphaeroidea Spach, nom. illeg. (≡ C. thyoides  (L.) Britton, Sterns & Poggenb. ≡ Cupressus thyoides L.). Sinónimos: Retinispora Siebold & Zucc., Fl. Jap. 2: 36 (1844). Tipo: R. obtusa Siebold & Zucc. Shishindenia Makino ex Koidz., Acta Phytotax. Geobot. 9: 101 (1940). Tipo: S. ericoides (Boehm.) Makino ex Koidz. (≡  Chamaecyparis obtusa var. ericoides Boehm.).

Nota: Chamaecyparis obtusa 'Ericoides' es un cultivar, no una variedad natural de C. obtusa.
  - 11.24. Cupressus L., Sp. Pl. 2: 1002 (1753). Tipo: C. sempervirens L. Sinónimos: Callitropsis Oerst., Vidensk. Meddel. Dansk Naturhist. Foren. Kjøbenhavn 1864: 32. (1864), nom. rej. prop. Tipo: C. nootkatensis (D.Don) Florin (≡ Cupressus nootkatensis D.Don). Xanthocyparis Farjon & T.H.Nguyên, en Farjon et al .,  Novon 12: 179 (2002), nom. cons. prop. Tipo: X. vietnamensis Farjon & T.H.Nguyên. Tassilicyparis A.V.Bobrov & Melikian, Komarovia 4: 72 (2006). Tipo: T. dupreziana (A.Camus) A.V.Bobrov & Melikian (≡ Cupressus dupreziana A.Camus). Platycyparis A.V.Bobrov & Melikian, Komarovia 4: 73 (2006). Tipo: P. funebris (Endl.) A.V.Bobrov & Melikian (≡ Cupressus funebris Endl.). Hesperocyparis Bartel & R.A.Price,  Phytologia 91: 179 (2009). Tipo: H. macrocarpa (Hartw. ex Gordon) Bartel (≡ Cupressus macrocarpa Hartw. ex Gordon) Neocupressus de Laub.,  Novon 19: 301 (2009), nom. illeg. Tipo: N. macrocarpa (Hartw. ex Gordon) de Laub. (≡ Cupressus macrocarpa Hartw. ex Gordon)

Nota: Adams et al. (2009) mostró que Cupressus formaba dos clados: el clado del Viejo Mundo de Cupressus era hermano de Juniperus, mientras que el clado del nuevo mundo de Cupressus (Hesperocyparis) inclía a Xanthocyparis vietnamensis y a Callitropsis nootkatensis. Sin embargo, Mao et al. (2010) mostró que Cupressus en su sentido más amplio incluyendo a Xanthocyparis y a Callitropsis es monofilético con sustento débil. Hasta que se llegue a la resolución de la posición filogenética de Cupressus, aquí se toma una opción conservativa y se decide posicionar a Cupressus en sentido amplio, incluyendo a Callitropsis, Hesperocyparis y a  Xanthocyparis.
  - 11.25. Juniperus L., Sp. Pl. 2: 1038 (1753). Tipo: J. communis L. Sinónimos: Sabina Mill., Gard. Dict. Abr., ed. 4, 3 (1754). Tipo: S. vulgaris Antoine (≡ Juniperus sabina L.) Cedrus Duhamel, Traité Arb. Arbust. 1: xxviii, 139. t. 52 (1755),  nom. rej. Tipo: No designado. Thujiaecarpus Trautv., Pl. Imag. 11 (1844). Tipo: T. juniperinus Trautv., nom. illeg. (= Juniperus oblonga M.Bieb. = J. communis var. saxatilis Pall.). Arceuthos Antoine & Kotschy, Oesterr. Bot. Wochenbl. 4: 249 (1854). Tipo: A. drupacea (Labill.) Antoine & Kotschy (≡ Juniperus drupacea Labill.) Sabinella Nakai, Tyosen-Sanrin 165: 14 (1938). Tipo: S. phoenicea (L.) Nakai (≡ Juniperus phoenicea L.)
  - 11.26. Calocedrus  Kurz, J. Bot. 11: 196 (1873). Tipo: C. macrolepis Kurz Sinónimo: Heyderia C.Koch, Dendrologie 2(2): 177 (1873), nom. illeg., non Link (1833, fungus). Tipo: H. decurrens  (Torrey) C.Koch (≡ Calocedrus decurrens (Torrey) Florin ≡ Libocedrus decurrens Torrey).
  - 11.27. Tetraclinis Masters, J. Roy. Hort. Soc. 14: 250 (1892). Tipo: T. articulata (Vahl) Masters (≡ Thuja articulata Vahl)
  - 11.28. Platycladus  Spach, Hist. Nat. Vég. Phan. 11: 333 (1841). Tipo: P. stricta Spach, nom. illeg. (= P. orientalis  (L.) Franco ≡ Thuja orientalis L.) Sinónimos: Biota (D.Don) Endl.,  Syn. Conif.: 46 (1847), nom. illeg., non Cass. (1825). Tipo: B. orientalis (L.) Endl. (≡ Thuja orientalis L.)
  - 11.29. Microbiota Komarov, Bot. Mater. Gerb. Glavn. Bot. Sada RSFSR 4(23/24): 180 (1923). Tipo: M. decussata Komarov

- Familia 12. Taxaceae Gray, Nat. Arr. Brit. Pl. 2: 222, 226 (1822), nom. cons. Tipo: Taxus L. Sinónimos: Cephalotaxaceae Neger, Nadelhölzer 23, 30 (1907). Tipo: Cephalotaxus Siebold & Zucc. ex Endl. Amentotaxaceae Kudô & Yamam., in Kudô, J. Soc. Trop. Agric. 3: 110 (1931). Tipo: Amentotaxus Pilg. Austrotaxaceae Nakai, Tyosen-Sanrin 158: 14 (1938). Tipo: Austrotaxus Compton Torreyaceae Nakai, Tyosen-Sanrin  158: 14, 23 (1938). Tipo: Torreya Arnott
6 géneros, 28 espécies, da Eurásia à Malésia, Norte de África, Nova Caledónia, e América do Norte e América Central. Esta sequência segue as árvores filogenéticas de Hao et al. (2008). Taxaceae é monofilética quando Cephalotaxus e Amentotaxus são incluídos (Price 2003). Pode-se argumentar que os resultados filogenéticos de Hao et al. (2008) apoiam uma classificação alternativa em 3 famílias (Taxaceae, Cephalotaxaceae e Amentotaxaceae), mas aqui optámos por uma circunscrição mais ampla de Taxaceae em vez destas pequenas famílias.
  - 12.1. Austrotaxus Compton, J. Linn. Soc., Bot. 45: 427 (1922). Tipo: A. spicata Compton
  - 12.2. Pseudotaxus W.C.Cheng, Res. Notes Forest. Inst. Natl. Centr. Univ. Nanking, Dendrol., ser. 1: 1 (1948). Tipo: P. chienii  (W.C.Cheng) W.C.Cheng (≡ Taxus chienii W.C.Cheng) Sinónimo: Nothotaxus Florin, Acta Horti Berg. 14: 394 (1948), nom. illeg.
  - 12.3. Taxus L., Sp. Pl. 2: 1040 (1753). Tipo: T. baccata L. Sinónimo: Verataxus J.Nelson, Pinaceae : 168 (1866). Tipo: Taxus communis J.Nelson (≡ T. baccata L.)
  - 12.4. Cephalotaxus Siebold & Zucc. ex Endl., Gen. Pl. Suppl. 2: 27 (1842). Tipo: C. pedunculata Siebold & Zucc. ex Endl., nom. illeg. (= C. harringtonii (Knight ex J.Forbes) K.Koch ≡ Taxus harringtonii Knight ex J.Forbes)
  - 12.5. Amentotaxus Pilger, Bot. Jahrb. Syst. 54: 41 (1916). Tipo:  A. argotaenia (Hance) Pilger (≡ Podocarpus argotaenia Hance)
  - 12.6. Torreya Arnott, Ann. Nat. Hist. 1: 130 (1838), nom. cons., non Raf. (1818, Lamiaceae), non Raf. (1819, Cyperaceae), non Spreng (1820, Verbenaceae), non A.Eaton (1929, Loasaceae), all nom.  rej. Tipo: T. taxifolia Arnott. Sinónimos: Tumion Raf., Good Book: 63 (1840), nom. illeg. Tipo: T. taxifolium (Arnott) Greene (≡ Torreya taxifolia Arnott) Struvea Rchb., Deutsche Bot. Herbarienbuch: 222, 236 (1841), nom. rej. Tipo: Torreya taxifolia  Arnott Caryotaxus Zucc. ex Henkel & Hochst., Syn. Nadelhölzer: 365 (1865), nom. illeg. Tipo: C. nucifera (L.) Henkel & W. Hochst.  (≡ Taxus nucifera L. ≡ Torreya nucifera (L.) Siebold & Zucc.) Foetataxus J.Nelson, Pinaceae : 167 (1866), nom. illeg. Tipo: F. montana J.Nelson, nom. illeg. (≡ Torreya taxifolia Arnott)